# Armature Studio
Armature Studio, LLC é uma desenvolvedora de jogos eletrônicos americana sediada em Austin, Texas. O estúdio foi fundado por Mark Pacini e Todd Keller em 2008 e desenvolveu Batman: Arkham Origins Blackgate (2013) e ReCore (2016)

## Jogos
| Ano  | Título                                | Plataforma(s)                                                                     |
| ---- | ------------------------------------- | --------------------------------------------------------------------------------- |
| 2012 | Metal Gear Solid HD Collection        | PlayStation Vita                                                                  |
| 2013 | Batman: Arkham Origins Blackgate      | Microsoft Windows, Nintendo 3DS, PlayStation 3, Wii U, PlayStation Vita, Xbox 360 |
| 2013 | Injustice: Gods Among Us              | PlayStation Vita                                                                  |
| 2014 | The Unfinished Swan                   | PlayStation 4, PlayStation Vita                                                   |
| 2015 | Borderlands: The Handsome Collection  | PlayStation 4, Xbox One                                                           |
| 2016 | ReCore                                | Windows, Xbox One                                                                 |
| 2016 | Dead Star                             | Windows, PlayStation 4                                                            |
| 2017 | Duck Game                             | PlayStation 4                                                                     |
| 2017 | Fail Factory!                         | Oculus VR                                                                         |
| 2019 | Duck Game                             | Nintendo Switch                                                                   |
| 2019 | Sports Scramble                       | Oculus VR                                                                         |
| 2020 | Bayonetta & Vanquish 10th Anniversary | PlayStation 4, Xbox One                                                           |
| 2021 | Where the Heart Leads                 | PlayStation 4, PlayStation 5                                                      |